# Edward Dmytryk
Edward Dmytryk, född 4 september 1908 i Grand Forks, British Columbia, död 1 juli 1999 i Encino, Kalifornien, var en kanadensiskfödd amerikansk filmregissör som satt i fängelset som en av de tio på Hollywoods svarta lista som vägrade svara på frågor vid utfrågningar i kongressen under McCarthy-eran.

## Biografi

### Uppväxt
Dmytryk  föddes i Grand Forks, British Columbia i Kanada som barn till ukrainska föräldrar. Han växte upp i San Francisco när hans familj flyttade till USA. Vid 31 års ålder blev Dmytryk amerikansk medborgare.

### Karriär och svartlistning
Dmytryk regisserade sin första film The Hawk 1935. Hans mest välkända filmer innan han svartlistades var film noir-filmerna Hämnden är rättvis (1947) för vilken han nominerades till en Oscar för bästa regi och Mord, min älskling! (1944). 
Under McCarthyismen på det sena 1940-talet var Dmytryk  en av de många personer inom filmen som kallades till kongressen för att vittna. Dmytryk vägrade att samarbeta och sattes i fängelse. Efter ett år i fängelse gick han i självexil till England där han regisserade Att alltid minnas (1947), Den besatte (1949) and Vi bygga i Babylon (1949). Han återvände sedan till USA och bestämde sig för att samarbeta. Under sitt vittnesmål inför kongressen, 25 april 1951, namngav han flera kollegor, bland dom Jules Dassin som tvingades i exil endast på grund av Dmytryks vittnesmål. Dmytryk skrev 1996 boken Odd Man Out: A Memoir of the Hollywood Ten där han berättade om den här tiden av sitt liv.
När han nu återvände till att regissera filmer i USA fick han främst ansvar för lågbudgetproduktioner. Producenten Stanley Kramer kom till Dmytryks räddning när han lät honom regissera Myteriet på Caine (1954), med bland andra Humphrey Bogart i rollerna. Dmytryk fortsatte nu regissera filmer med högre budget såsom En man försvinner (1965) och Alvarez Kelly (1966).
Efter att ha slutat inom filmen på 1970-talet började han undervisa på University of Texas at Austin och vid University of Southern California. Han skrev också flera böcker om filmskapandet. Dmytryk dog 1 juli 1999 i Encino, Kalifornien.

## Filmografi
- The Hawk (1935; The Hawk)
- Million Dollar Legs (ej listad som regissör) (1939; Million Dollar Legs)
- Televisionsmysteriet (1939; Television Spy)
- Dödspatrullen (1940; Emergency Squad)
- Knock-out (1940; Golden Gloves)
- Raid på Atlanten (1940; Mystery Sea Raider)
- Her First Romance (1940; Her First Romance)
- The Devil Commands (1941; The Devil Commands)
- Under Age (1941; Under Age)
- Sweetheart of the Campus (1941; Sweetheart of the Campus)
- The Blonde from Singapore (1941; The Blonde from Singapore)
- Secrets of the Lone Wolf (1941; Secrets of the Lone Wolf)
- Confessions of Boston Blackie (1941; Confessions of Boston Blackie)
- Counter-Espionage (1942; Counter-Espionage)
- Seven Miles from Alcatraz (1942; Seven Miles from Alcatraz)
- Hitlers barn (1943; Hitler's Children)
- Falken slår till (1943; The Falcon Strikes Back)
- Captive Wild Woman (1943; Captive Wild Woman)
- Behind the Rising Sun (1943; Behind the Rising Sun)
- Kärlekskamrater (1943; Tender Comrade)
- Mord, min älskling! (1944; Murder, My Sweet)
- Djungelpartisaner (1945; Back to Bataan)
- Det enda vittnet (1945; Cornered)
- Vi drömmer om en vår (1946; Till the End of Time)
- Att alltid minnas (1947; So Well Remembered)
- Hämnden är rättvis (1947; Crossfire)
- Den besatte (1949; Obsession)
- Vi bygga i Babylon (1949; Give Us This Day)
- Prickskytten (1952; The Sniper)
- Myteri (1952; Mutiny)
- 8 farliga män (1952; Eight Iron Men)
- Jagad man (1953; The Juggler)
- Myteriet på Caine (1954; The Caine Mutiny)
- Den brutna lansen (1954; Broken Lance)
- Slutet på historien (1955; The End of the Affair)
- Möte i Hongkong (1955; Soldier of Fortune)
- I Kinas våld (1955; The Left Hand of God)
- Ett flygplan har störtat (1956; The Mountain)
- Regnträdets land (1957; Raintree County)
- De unga lejonen (1958; The Young Lions)
- Blå ängeln (1959; The Blue Angel)
- Våldet och lagen (1959; Warlock)
- Den heta vägen (1962; Walk on the Wild Side)
- The Reluctant Saint (1962; The Reluctant Saint)
- De hänsynslösa (film, 1964) (1964; The Carpetbaggers)
- Mord på älskare (1964; Where Love Has Gone)
- En man försvinner (1965; Mirage)
- Alvarez Kelly (1966; Alvarez Kelly)
- Slaget vid Anzio! (1968; Anzio)
- Shalako (1968; Shalako)
- Den bestialiske (1972; Bluebeard)
- Öga för öga (1975; The 'Human' Factor)
- He Is My Brother (1976; He Is My Brother)